# Schaumburger Mütze

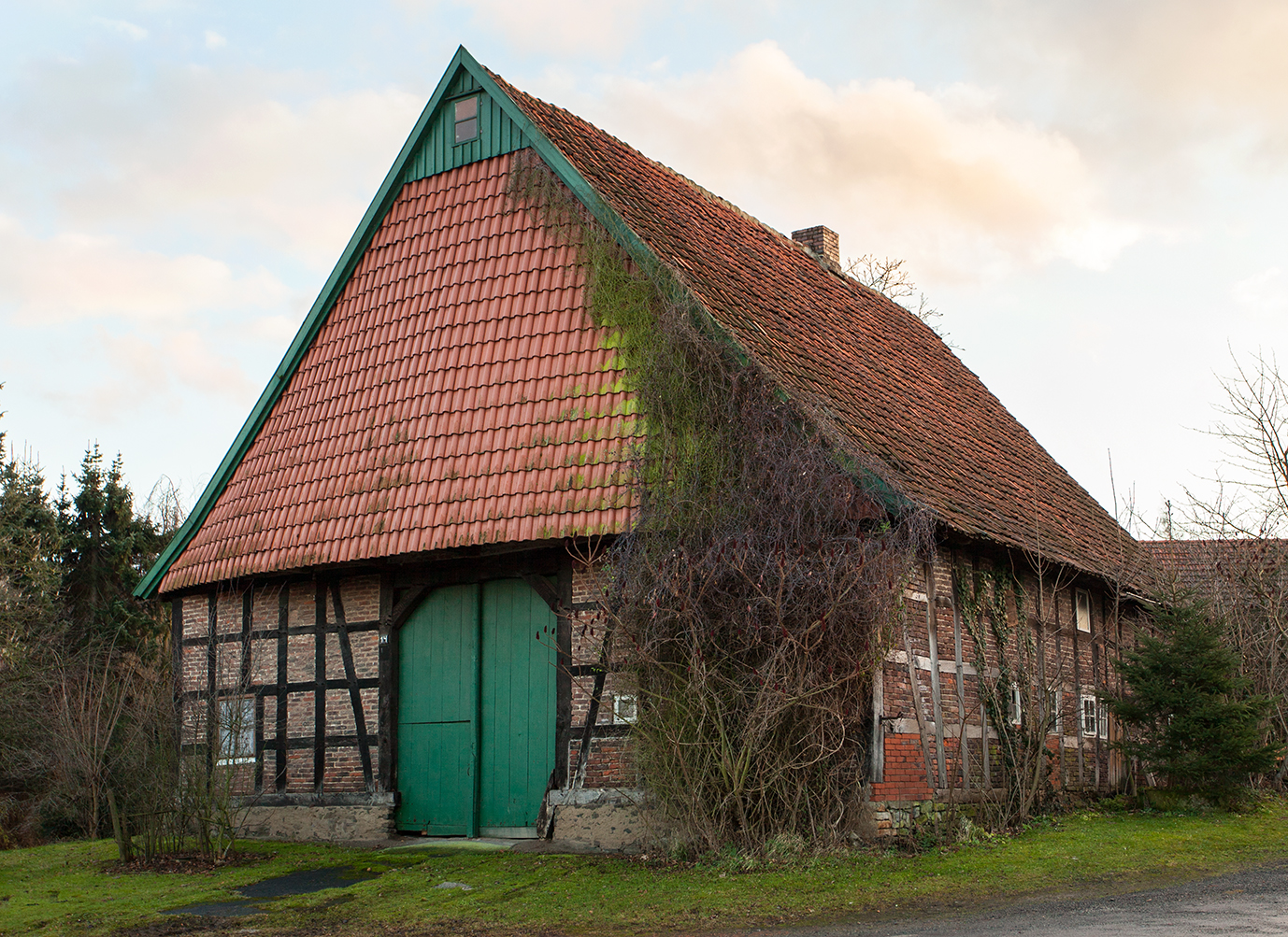
Gebäude mit Schaumburger Mütze

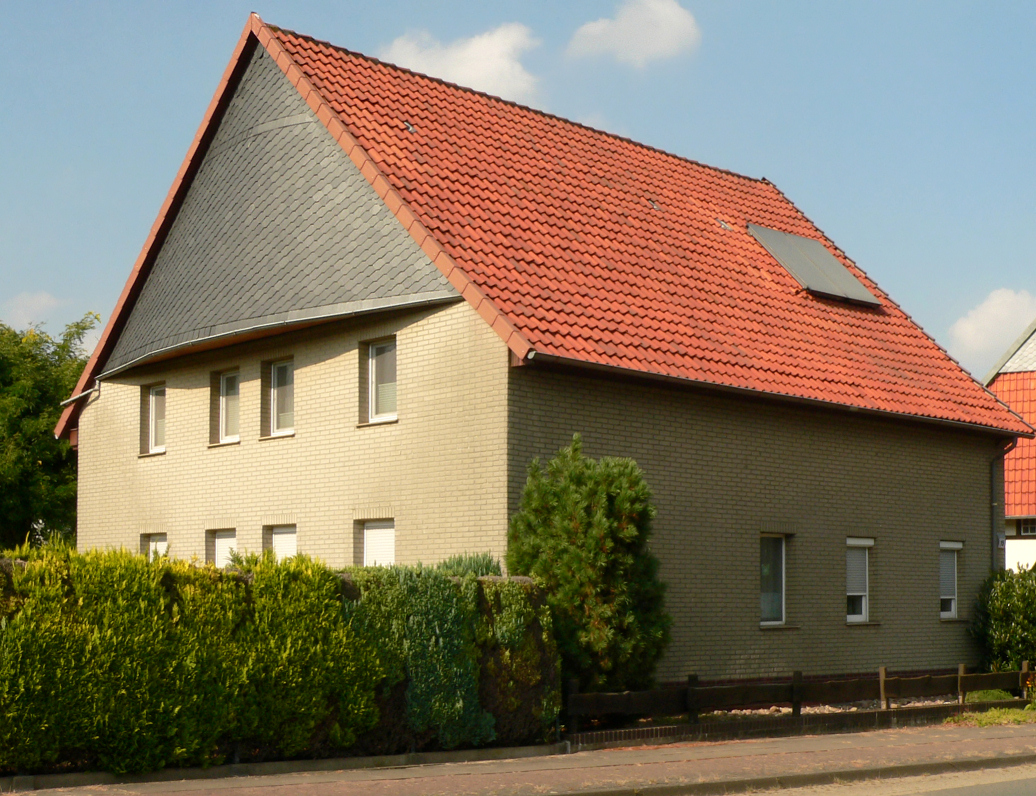
Schaumburger Mütze an einem modernen Wohnhaus

Der Schaumburger Mütze genannte Rundwalm, Steckwalm oder Giebelschirm ist eine architektonische Besonderheit bei der Giebelgestaltung von Fachwerkgebäuden im Schaumburger Land.
Der Name Schaumburger Mütze bezieht sich auf das Aussehen der damit versehenen Gebäudeseiten.

## Geschichte
Die Bauform war unter verschiedenen Bezeichnungen schon im 16. Jahrhundert im Schaumburger Land verbreitet.
Sie kommt vor allem rund um den Schaumburger Wald im Nordwestteil des Landkreises Schaumburg, jedoch auch im westlich benachbarten Ostwestfalen, bis in den Osnabrücker Raum und bis zum Zwischenahner Meer vor.
In den Jahren nach 1860 kam es lediglich in der Bückeburger und Lindhorster Gegend und bis zum Steinhuder Meer parallel zum Aufkommen der aufwendigen Schaumburger Tracht zu einer Blütezeit des Baustils.
Während bislang nur Wohnwirtschaftsgebäude mit Schaumburger Mützen versehen waren, wurden diese im 20. Jahrhundert auch beim Neubau von Wohnhäusern aufgesetzt.
Im Ostteil des Schaumburger Landes sind dagegen kaum noch Schaumburger Mützen erhalten.
Die noch vorhandenen Gebäude sind deshalb oft von denkmalpflegerischem Interesse.

## Bauweise

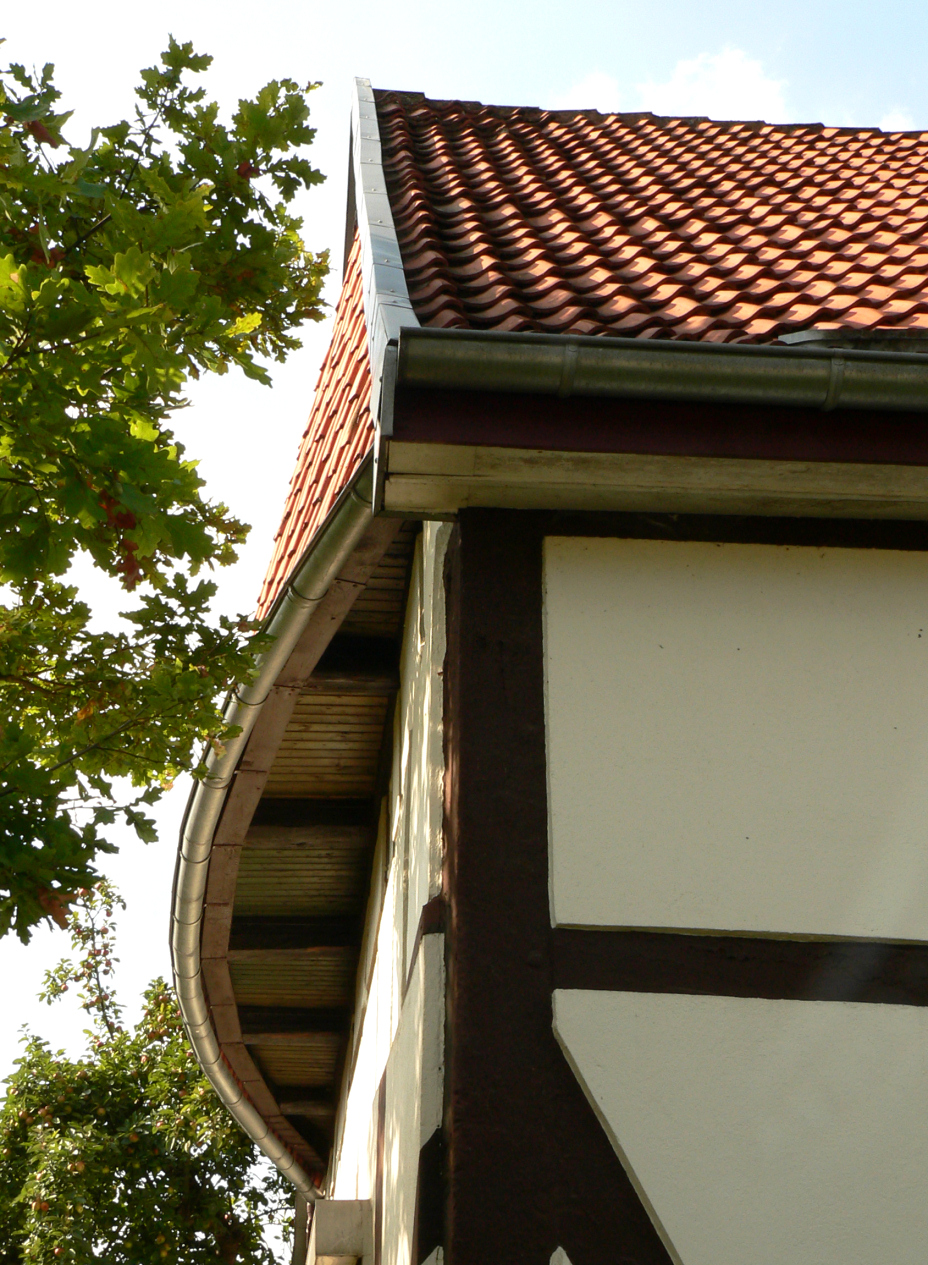
Eine Schaumburger Mütze von unten

Bei einer Schaumburger Mütze lagern die Dachsparren auf in die Giebelpfette verzapften Steckbalken. Ihre Länge gibt die Form und Größe der Dachwölbung vor. Während früher die Dächer mit Stroh oder Reet gedeckt wurden, sind heute spezielle rote Ziegeleindeckungen üblich.
Zur ursprünglichen Bauweise gehörte als einzige Öffnung ein Rauchabzugsloch (Uhlenlock = Eulenloch) an der Spitze des Giebels.

## Zweck
Der Zweck der Schaumburger Mütze ist unklar.
Genannt werden zum einen der Wetterschutz für die Giebelfassade und den Eingang, zum anderen eine Vergrößerung des Heubodens der so konstruierten landwirtschaftlichen Gebäude. Beides ist jedoch durch eine Verlängerung des Gefachs einfacher umsetzbar.